# Poassa limbata
Poassa limbata is een hooiwagen uit de familie Manaosbiidae.